# Жоліо Кюрі (станція метро)
Жоліо Кюрі (болг. Жолио Кюри) — спільна станція Першої та Четвертої ліній Софійського метрополітену, відкрита 8 травня 2009 року. Розташована на розі бульвару «Драган Цанков» та вулиці «Фредерик Жолио Кюри», біля корпусу Інтерпреду.

## Опис
Однопрогінна станція з береговими платформами. Довжина платформи 102 м. Має один центральний наземний вестибюль, який пов'язаний з підземними переходами на перехресті. Має також ліфти для матерів з дітьми та  громадян з обмеженими фізичними можливостями. Метростанція обслуговує житловий район «Изток» (в перекладі:«Схід») і прилеглий автовокзал.
Вхідний вестибюль і сама станція оздоблені гранітними плитами і стелями типу Hunter Douglas. В оформленні станції використані строкаті кольори. Платформи покриті кольоровими гранітними плитами, стіни прикрашені панно з червоної мозаїки на білому тлі, самі стіни блакитного кольору. Стеля типу Hunter Douglas з цікавими хвилястими формами.